# Funke Bucknor-Obruthe
Funke Bucknor-Obruthe (sinh ngày 27 tháng 6 năm 1976)  là một doanh nhân và luật sư người Nigeria. Cô là người sáng lập và Giám đốc điều hành của Sự kiện Zapphaire và được coi là một trong những nhà hoạch định sự kiện tiên phong của Nigeria.

## Cuộc sống ban đầu và giáo dục
Bucknor-Obruthe được sinh ra cho Segun và Shola Bucknor ở bang Lagos, Tây Nam Nigeria. Cô bắt đầu giáo dục cơ bản và trung học tại Trường mẫu giáo và Trường tiểu học Fountain, Lagos, và Trường trung học Hải quân Nigeria, Lagos, trước khi cô tiếp tục học Luật tại Đại học Lagos. Năm 2000, cô được gọi đến quán bar sau khi theo học trường Luật Nigeria ở Abuja.

## Sự nghiệp
Sau khi hành nghề luật sư một thời gian ngắn, Bucknor-Obruthe được tuyển dụng tại Tie Communications, một công ty quảng cáo, nơi cô làm việc trong một thời gian ngắn. Năm 2003, tình yêu của cô dành cho việc lên kế hoạch cho sự kiện đã khiến cô bắt đầu sự kiện Zapphaire, một doanh nghiệp lập kế hoạch sự kiện độc lập. Kể từ đó, cô đã lên kế hoạch và tổ chức một số sự kiện cao cấp trong và ngoài Nigeria và đã giành được giải thưởng và sự công nhận bao gồm cả việc được đặc trưng trong Inside Africa của CNN để lên kế hoạch cho một đám cưới hoàng gia Nigeria. Một số trong số này bao gồm Giải thưởng Tương lai cho "Doanh nhân của năm" (2006), Giải thưởng Tạp chí Wedding Planner cho "Wedding Planner of the Year" (2007), Giải thưởng Thành tựu Cuộc sống Go2girl (2011), Giải thưởng Sự kiện Nigeria cho Đóng góp Xuất sắc cho ngành tổ chức sự kiện (2012).

## Sách
- Cẩm nang cô dâu thiết yếu [9]

## Công nhận
Năm 2014, tạp chí trực tuyến YNaija của Nigeria đã liệt kê Bucknor-Obruthe trong "10 người dưới 40 tuổi mạnh nhất trong kinh doanh". Năm 2016, cô được liệt kê trong sê-ri 100 Women của BBC.

## Cuộc sống cá nhân
Bucknor-Obruthe kết hôn với Onome Obruthe, người có hai con. Cô là chị gái của nhân vật truyền thông Nigeria Tosyn Bucknor.